# Condado de Carroll (Ohio)
O Condado de Carroll é um dos 88 condados do Estado americano de Ohio. A sede do condado é Carrollton, e sua maior cidade é Carrollton. O condado possui uma área de 1 033 km² (dos quais 11 km² estão cobertos por água), uma população de 28 836 habitantes, e uma densidade populacional de 28 hab/km² (segundo o censo nacional de 2000). O condado foi fundado em 25 de dezembro de 1832.